# Spini branhiali

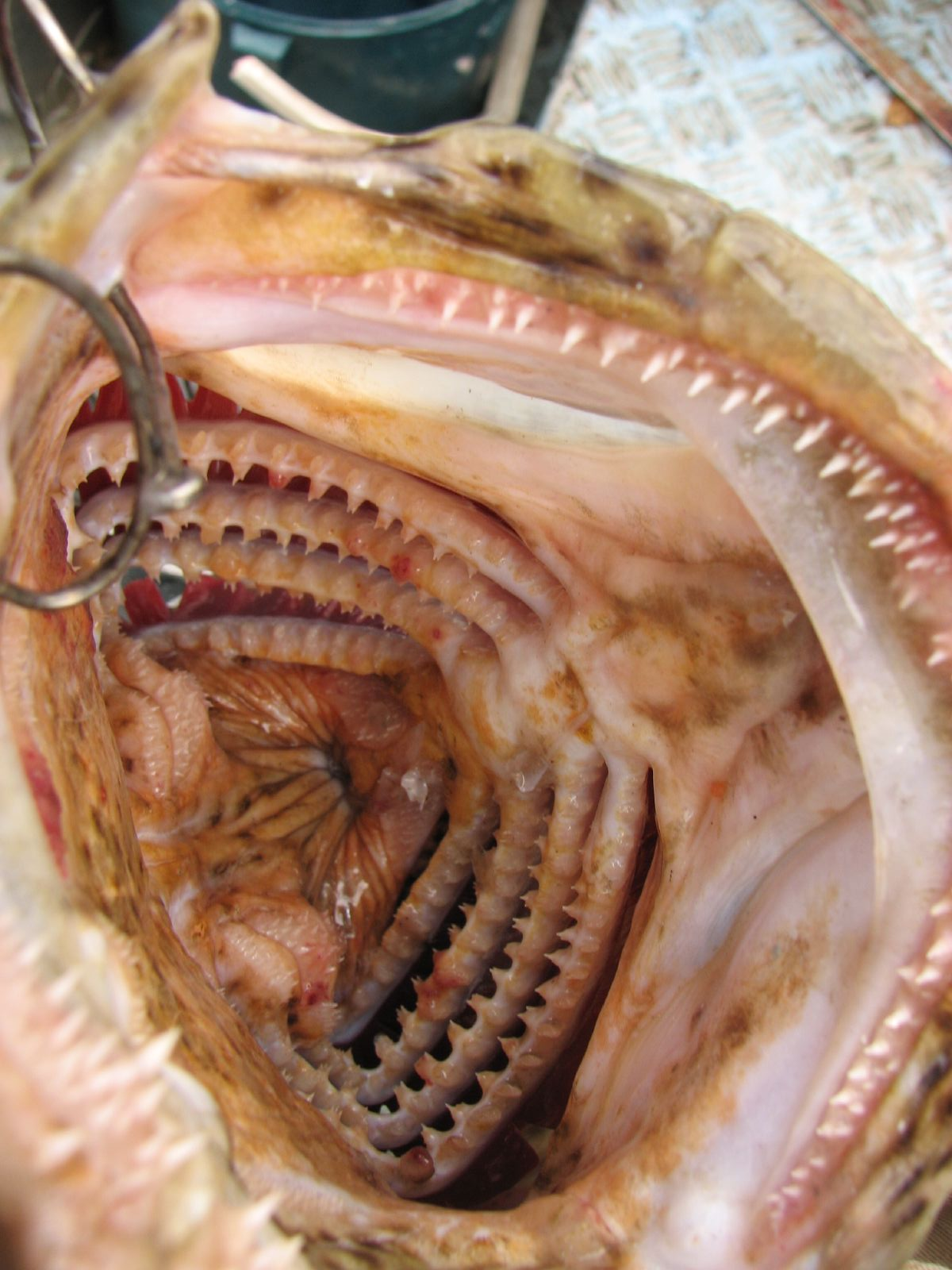

Spinii branhiali (branhiospinii) sunt niște formațiuni osoase sau cartilaginoase care la pești se găsesc pe marginea internă concavă a arcurilor branhiale și rețin organismele care au pătruns în cavitatea faringiană, odată cu apa. În cadrul speciilor și raselor, numărul lor este constant, între anumite limite.
Fiecare arc branhial poartă pe partea convexă un număr variabil, după specie, de foițe branhiale, iar pe partea concavă, la cei mai mulți pești, două rânduri de spini branhiali sau dinți filtratori de formă și număr variabil, care alcătuiesc un fel de sită (filtru), datorită întrepătrunderii șirului din față al spinilor branhiali cu șirul din spate al arcului alăturat. Acest filtru format de spinii branhiali pe de o parte, apără branhiile de pătrunderea în cavitatea branhială a corpurilor străine care intră în cavitatea bucală odată cu apa, iar pe de altă parte, rețin animale mici și planctonul, ce servesc drept hrană peștelui.
Peștii care se hrănesc cu plancton au spini branhiali numeroși, deși, alungiți și subțiri, în timp ce peștii răpitori, care se hrănesc cu alți pești, au spini branhiali puțin numeroși, rari, scurți și groși.
Unii rechini nu au spini branhiali, dar dintre aceștia sunt unele specii ca, de exemplu, Cetorhinus și Rhincodon, care posedă numeroși spini branhiali, deși plați și ascuțiți. Acești rechini introduc în gură, în același timp cu apa, cantități imense de crustacei. O dată gura închisă, apa este eliminată prin branhii, iar hrana este reținută de sita formată de spinii branhiali. La știucă spinii branhiali sunt reprezentați printr-o serie de butoni osoși, care blochează pătrunderea particulelor mari de hrană. La clupeide spinii branhiali sunt foarte numeroși și au forma unor peri lungi, subțiri și deși. 
Denumiri în alte limbi: în latină branchictenium, branchiospina,  în franceză branchicténie, branchiospine, în engleză gill raker, branchiospine, în rusă жаберная тычинка.